# Silje Solberg-Østhassel
Silje Margaretha Solberg-Østhassel, ogift Solberg, född 16 juni 1990 i Bærum, är en norsk handbollsmålvakt.

## Karriär

### Klubblagsspel
Silje Solberg började sin karriär i handbollsklubben Jar i Bærum på hemorten. Under ungdomsåren bytte hon klubb till Helset IF och stannade där till 2008. Sitt sista juniorår spelade hon för norska klubben Stabæk Håndball i norska Postenligan. 2013/2014 blev hon utsedd till målvakt i ligans All Star Team. 2014 gick Solberg till Team Tvis-Holstebro i Danmark. Speciellt andra året i Danmark var bra och Solberg blev utsedd till målvakt i All Star Team. Hon vann också EHF-cupen 2015 med TTH Holstebro. Solberg spelade under åren 2016–2018 för Issy Paris Hand i Frankrike utan att vinna några större meriter. 2018 slöt hon ett kontrakt med ungerska klubben Siófok KC. Med den klubben vann hon sin andra klubblagstitel då man 2019 vann EHF-cupen.

### Landslagsspel
Åren 2006 till 2008 spelade hon 28 matcher (2 mål) för norska U19-landslaget, och 2008 till 2010 spelade hon 20 landskamper i U21-landslaget som vann VM-guld 2010. 27 mars 2011 debuterade hon för norska landslaget mot Ryssland. Hon blev uttagen i truppen till VM 2011, men var inte bland de 16 som fick spela mästerskapet. Hon spelade sedan i EM 2012 där hon tog sin första mästerskapsmedalj då Norge vann silver. Under EM 2014 var hon till att börja med andramålvakt, men då Kari Aalvik Grimsbø blev skadad var hon startspelare. Hon spelade en bra turnering och blev utsedd till mästerskapets målvakt i All Star Team. Norge tog hem guldet genom att besegra Spanien med 28–25 i finalen. Framgångarna fortsatte med VM-guld 2015 i Danmark, EM-guld 2016 i Sverige och VM-silver i Tyskland 2017 då Norge föll i finalen mot Frankrike. 2019 hade Norge haft skadeproblem och Solberg var naturlig förstemålvakt i VM 2019 i Japan. 2012 vann hon sitt andra VM-guld och 2024 vann hon sitt fjärde EM-guld. Hon var med och tog bronsmedalj i OS 2020 i Tokyo och vann sedan guld i Paris-OS 2024.

## Meriter i klubblag
- EHF Champions League 2024
- EHF Champions League 2022
- EHF-Cupen 2015 och 2019
- Ungerska ligan 2022 och 2023

## Individuella utmärkelser
- All-Star Målvakt i EM 2014
- All-Star Målvakt i Danska ligan 2015/2016
- All-Star Målvakt i Norska ligan 2013/2014

## Privatliv
Silje Solberg-Østhassel är tvillingsyster med Sanna Solberg-Isaksen, vänstersexa i norska landslaget.